# Verden (Oklahoma)
Verden is een plaats (town) in de Amerikaanse staat Oklahoma, en valt bestuurlijk gezien onder Grady County.

## Demografie
Bij de volkstelling in 2000 werd het aantal inwoners vastgesteld op 659.
In 2006 is het aantal inwoners door het United States Census Bureau geschat op 693, een stijging van 34 (5,2%).

## Geografie
Volgens het United States Census Bureau beslaat de plaats een oppervlakte van
0,8 km², geheel bestaande uit land. Verden ligt op ongeveer 346 m boven zeeniveau.

## Plaatsen in de nabije omgeving
De onderstaande figuur toont nabijgelegen plaatsen in een straal van 20 km rond Verden.